# اچ‌ام‌اس آلاماین (دی۱۷)
اچ‌ام‌اس آلاماین (دی۱۷) (به انگلیسی: HMS Alamein (D17)) یک کشتی بود که طول آن ۳۷۹ فوت (۱۱۶ متر) بود. این کشتی در سال ۱۹۴۵ ساخته شد.